# Flaga Mołdawskiej SRR
Flaga Mołdawskiej Socjalistycznej Republiki Radzieckiej w opisanej wersji została przyjęta 31 stycznia 1952 r.
Dominującym kolorem flagi była czerwień – barwa flagi ZSRR. Kolor ten od czasów Komuny Paryskiej był symbolem ruchu komunistycznego i robotniczego, jako nawiązanie do przelanej przez robotników krwi.
Pomiędzy dwoma pasami czerwonym biegł pas barwy zielonej, którego szerokość wynosiła 1/4 flagi.
Flaga w lewym górnym rogu zawierała wizerunek złotego sierpa i młota oraz umieszczoną nad nimi czerwoną pięcioramienna gwiazdę w złotym obramowaniu. Sierp i młot symbolizowały sojusz robotniczo-chłopski, a czerwona gwiazda – przyszłe, spodziewane zwycięstwo komunizmu we wszystkich pięciu częściach świata. Ponadto przez takie umieszczenie symboli flaga nawiązywała graficznie do flagi ZSRR.

Proporcje flagi wynosiły 2:1
Po uzyskaniu przez Mołdawię niepodległości zaniechano używania opisanej flagi, jako symbolu zniewolenia i komunizmu, a jako sztandar kraju przyjęto flagę Rumunii, na której dla odróżnienia umieszczono mołdawski herb.
Flaga Mołdawskiej SRR została z kolei przyjęta jako oficjalny symbol separatystycznej Naddniestrzańskiej Republiki Mołdawii.

## Poprzednia wersja flagi Mołdawskiej SRR

Flaga Mołdawskiej SRR obowiązująca w latach 1941 – 1952

Po utworzeniu Mołdawskiej SRR przyznana jej flaga miała odmienny wygląd od wersji z 1952 r. i przypominała inne flagi innych radzieckich republik z owego okresu. Sztandar przyjęty 10 lutego 1941 r. był cały czerwony, a w jego lewym górnym rogu umieszczony był złoty sierp i młot (bez gwiazdy), a nad nim napis cyrylicą: PCCM, będący skrótem nazwy kraju w języku mołdawskim (rumuńskim).